# 李德金 (政治人物)
李德金（1962年12月—），中华人民共和国政治人物，生于福建莆田，曾任福建省人民政府副省长、党组成员等职务。2023年1月，当选为福建省人大常委会副主任。